# Сутунг (спътник)
 Тази статия е за естествения спътник на Сатурн.  За персонажа от скандинавската митология вижте Сутунг.  
Сутунг, или Сатурн 23, е естествен спътник на Сатурн. Открит е от Джон Кавеларс и Брет Гладман през 2000 година и му е дадено условното име S/2000 S 12. Сутунг е с диаметър 5,6 км и се намира средно на 19 667 km от Сатурн. Една орбита извършва за 1016 дни, под инклинация 175° към еклиптиката в ретроградна орбита с ексцентрицитет 0,114.
Вероятно е в миналото части от Сутунг да са се сблъскали с Феба. Името на спътника идва от скандинавската митология, където Сутунг е йотун, притежаващ меда на поезията.